# Marrucinok
A marrucinok csekély lélekszámú ókori szabin  néptörzs Itália középső részének keleti felén, az Aternus folyó jobbpartján. Mintegy 500 négyzetkilométernyi területük, az ager Marrucinus fővárosa Teate (ma Chieti) volt. Közös kikötőt birtokoltak a vestinusokkal (Aternum, ma Pescara). A rómaiakkal Kr. e. 304-ben kötött szövetségük a szövetséges háborúig tartott. Livius és idősebb Plinius (Plin.nat. 2,199: Nero császár uralkodásának végén a marrucinok vidékén megfigyelt csoda leírásakor, továbbá Plin.nat. 3,38; 3,106; 15,82 és 17,245.) említi őket.